# Okilifuu Boni
Pour les articles homonymes, voir Boni.
Okilifuu Boni ou simplement Boni, né vers 1730 à Cottica et mort le 19 février 1793, est un combattant de la liberté et un chef de guérilla au Suriname.

## Biographie
Boni était le fils d'un Hollandais et de sa maîtresse, une esclave africaine, qu'il a répudiée. Pendant sa grossesse, elle s'est enfuie dans la forêt, dans la région de la Cottica-marronnage. Là, à Cottica, Boni est né. En 1765, Boni succéda à Asikan Sylvester en tant que chef du Bushinengue-groupe qui allait devenir connu sous son nom : "Bonis" (plus tard : Aluku). Il a formé son peuple comme les redoutables ennemis des colons. 
En 1772 il sonne la révolte contre les Hollandais. C'est au retour d'un voyage en Europe avec son maître, alors qu'on lui avait promis la liberté une fois rentré au Suriname - mais que celle-ci n'advint pas, qu'il se rebelle. La maison de son maitre est saccagée. Si dans un premier temps il reste autour des habitations, il s'enfuit dans le Maroni avec ses comparses après qu'il a tué plusieurs soldats. Ils s'implantent à proximité de la crique Paramaka et établissent des plantations de maniocs et de bananiers. Les incursions répétées sur la colonie avec les saccages et les libérations d'esclaves finissent par faire réagir les Hollandais. Ils envoient 1200 hommes commandés par le colonel Fourgaud, d'origine française. Aidés par sa connaissance de l'environnement les hommes emmenés par Bonis résistèrent bien aux premières confrontations mais ils furent surpris dans le campement de Bonidoro puis une autre fois où Boni fut obligé de fuir. Les Hollandais le traquèrent, envoyant des Djukas en première ligne épuisant les Bonis qui ne purent résister aux troupes hollandaises et durent fuir à nouveau plus loin. Quelque temps après ils conclurent une paix avec les Djukas qui dura un peu plus d'une année.   

### Mort
Alors que Boni s’apprêtait à recevoir les Djukas, ceux-ci l'abattent d'une balle. Il s'effondre avant d'avoir pu répliquer. Son fils Atopa, fait alors un raid sur le village Djukas tuant plusieurs habitants. Les Bonis enterrèrent le corps de leur chef dans la forêt et mirent dans sa sépulture officielle le corps d'un autre. C'est la tête de celui-ci qui fut apportée aux Hollandais par les Djukas. Sur les 1 200 soldats envoyés par les Hollandais seuls une centaine rentrèrent au pays. 
Les Bonis ont effectué de nombreuses attaques contre des plantations à l'est du Suriname, en particulier dans la région du fleuve Cottica.